# كارلو سكياروني
كارلو سكياروني (بالإيطالية: Carlo Sciarrone)‏ (17 نوفمبر 1983 بجنوة في إيطاليا - ) هو لاعب كرة قدم إيطالي في مركز حراسة المرمى. لعب مع نادي أودينيزي ونادي كييتي كالسيو الرياضي وUS Massese 1919 ‏ وASD Città di Gallipoli ‏.